# سوق الحد (مركز قروي)
سوق الحد أو حد واد إفران، هو مركز قروي بجماعة واد إفران المغربية بإقليم إفران، دائرة أزرو، بالأطلس المتوسط ضمن جهة فاس مكناس. يبلغ عدد سكان المكرز 2723 نسمة، يعيشون في 758 أسرة حسب الإحصاء العام للسكن والسكنى لسنة 2014.

## معرض الصور

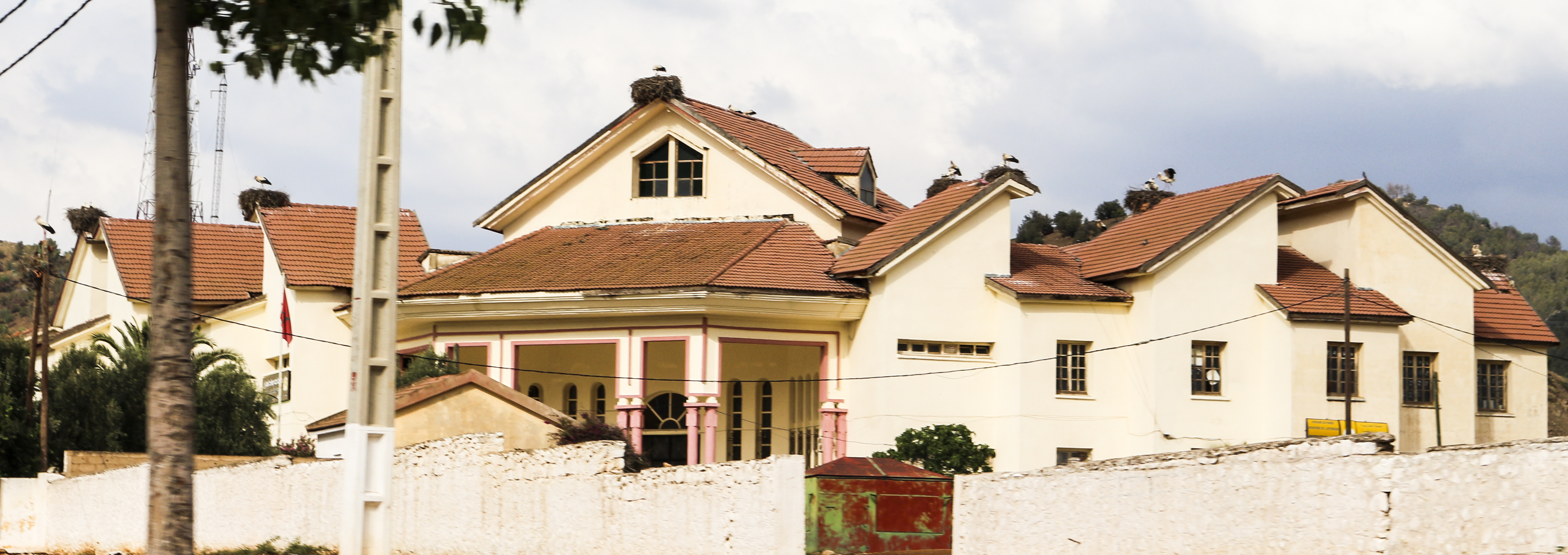
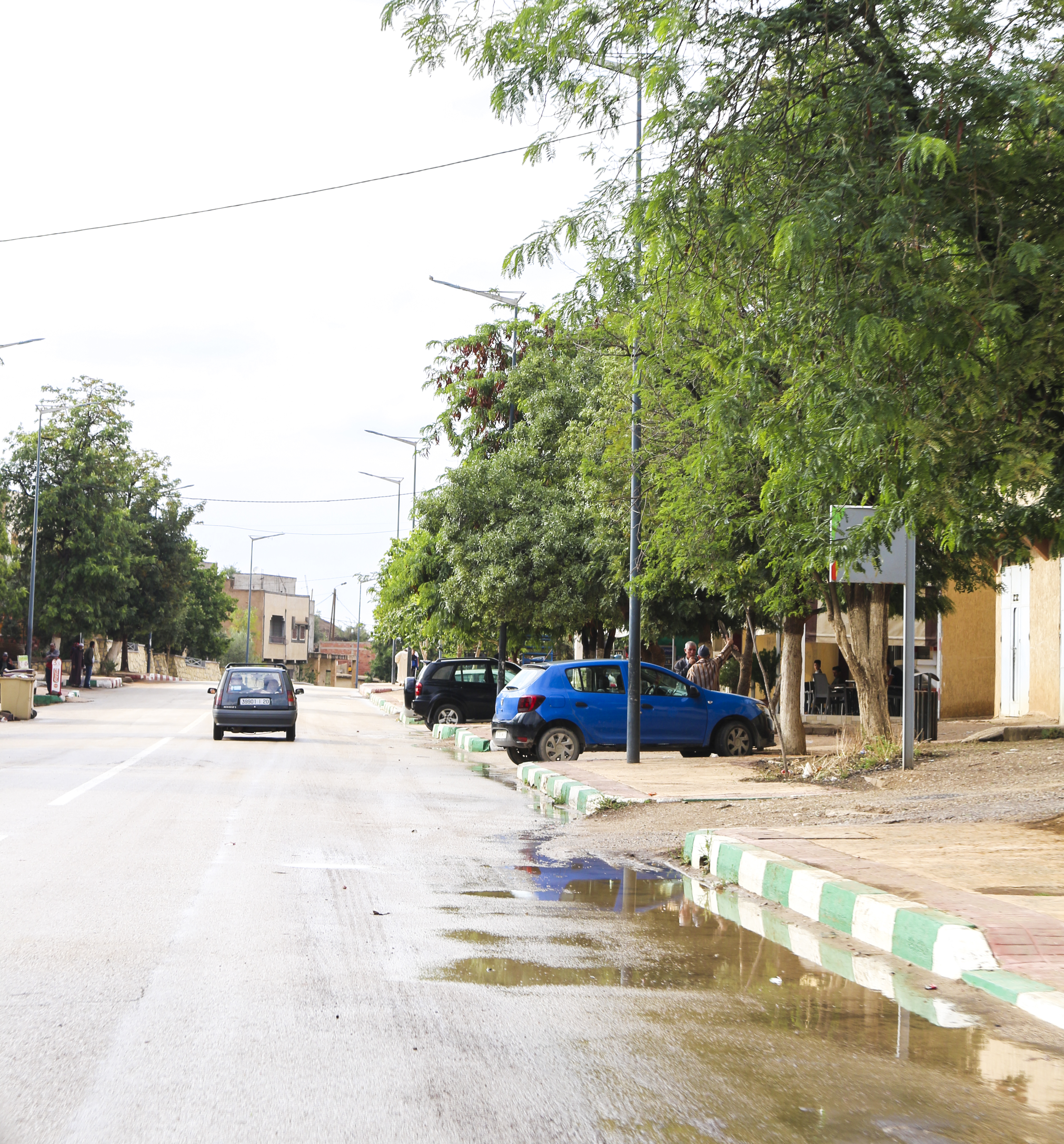
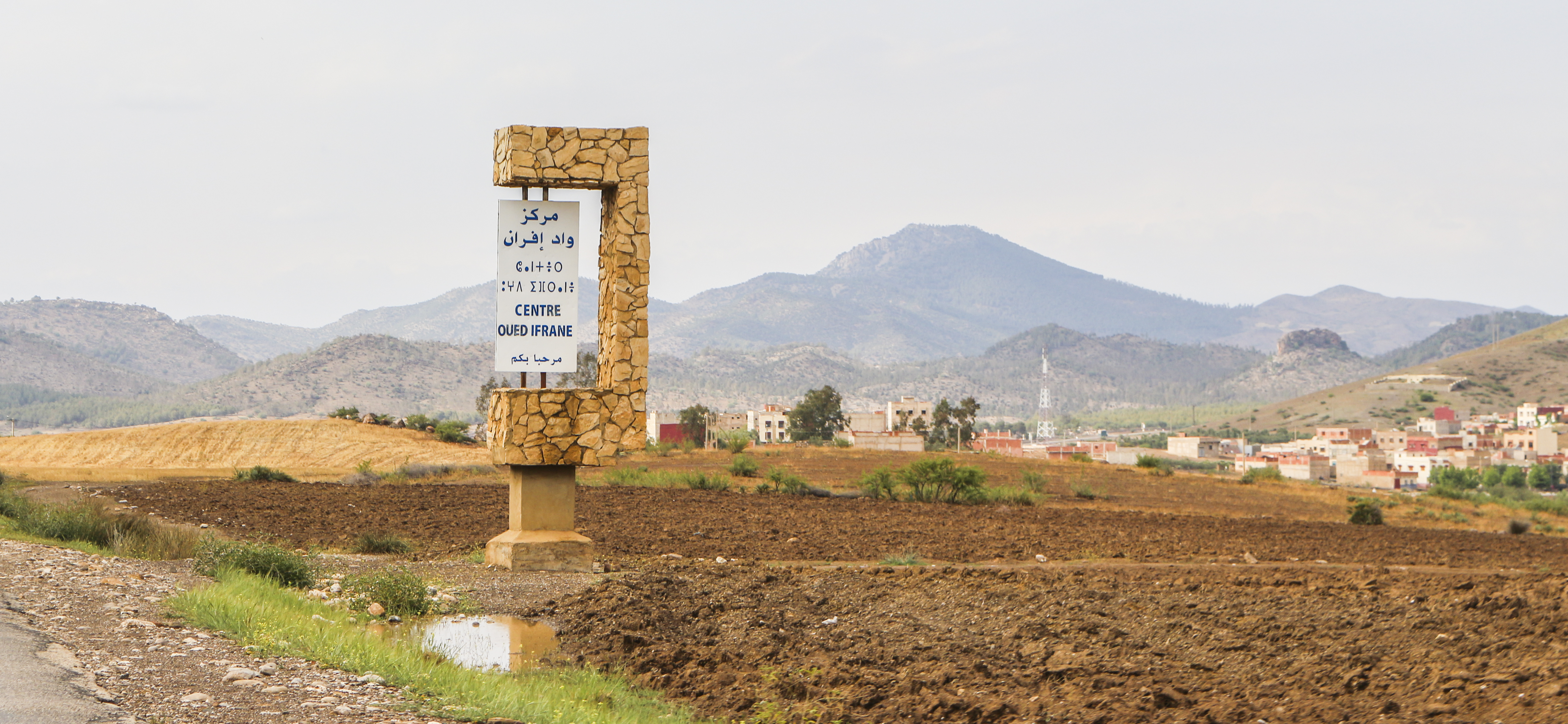
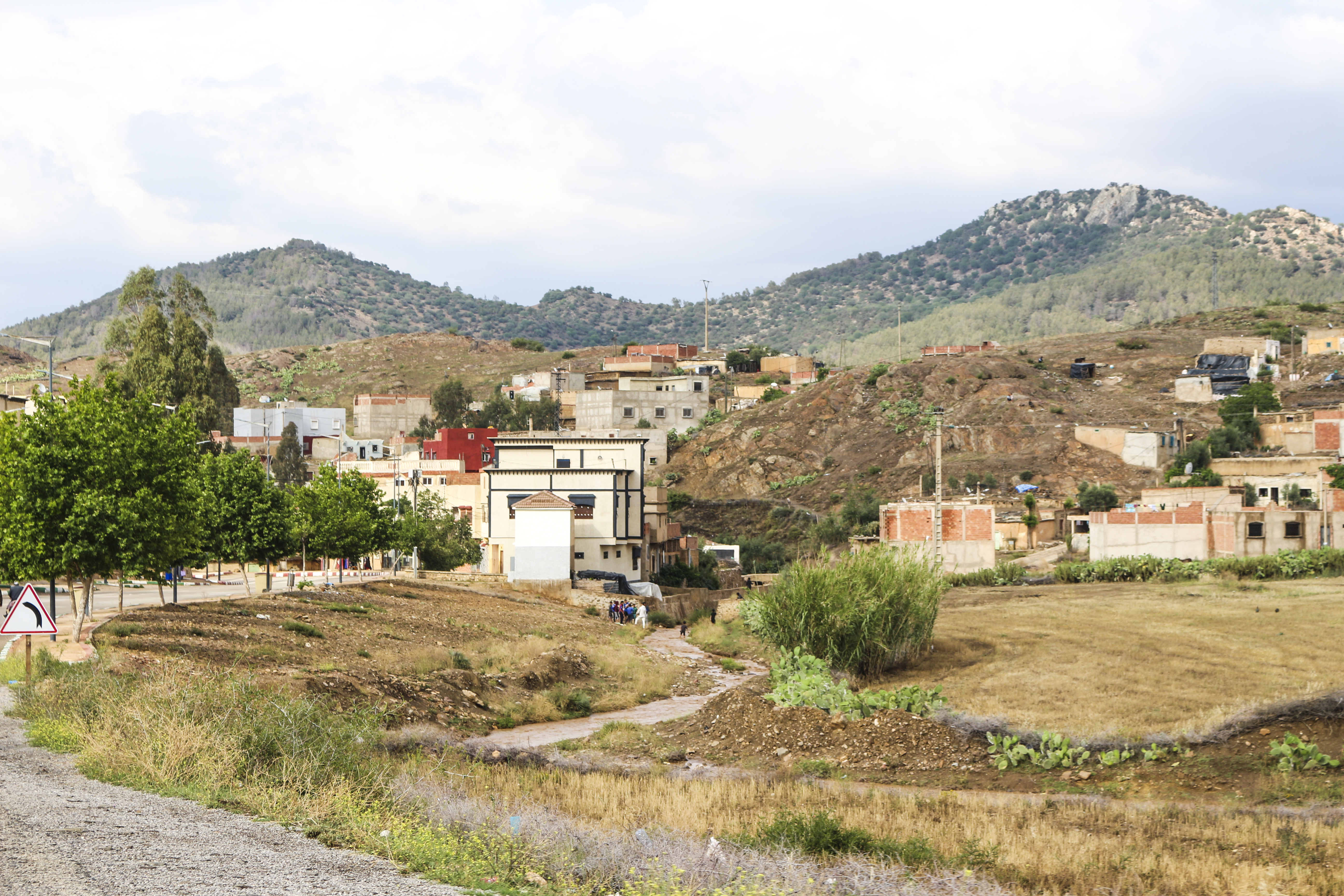